# Гул
 Тази статия е за митичното същество.  За града в Англия вижте Гул (град).  
Гулът (на арабски: غول) е чудовище или зъл дух в арабската митология, който се храни с човешко месо. Най-старата оцеляла литература, която споменава за гул, е вероятно „Хиляда и една нощ“.  В исляма е включен в категорията джинове, въпреки че ислямската теология смята вярата в гули за суеверие.

## В арабския фолклор
В древния арабски фолклор гулите живеели в гробища и други ненаселени места. Гулът е дявослки вид джин, чийто баща е смятан за самия Иблис. Гулите също така живеят в пустините и могат да приемат форми на други животни, особено хиени. Примамват непредпазливите хора към пустинните или изоставени места, за да ги убие и изяде. Съществото също ловува малки деца, пие кръв, краде монети и яде мъртвите, след което приема формата на човека, който е изял последно.